# بساند
بساند (به انگلیسی: Basand) یک منطقهٔ مسکونی در پاکستان است که در پنجاب واقع شده‌است.